# Алин, Тина
Катрина «Тина» Алин (швед. Katrina "Tina" Ahlin, род. 6 июля 1967 года) — шведская композитор, певица и пианистка.

## Биография
Тина Алин родилась в шведской коммуне Tyresö, окончила музыкальную гимназию в Стокгольме, музыкальную школу имени Адольфа Фредрика и музыкальный институт. Она сотрудничала с несколькими шведскими певцами: Лизой Нильссон, Томасом ди Лева, Томасом Эрикссоном, известным под псевдонимом Orup и Стефаном Сундстрёмом; играла в таких ревю, как «Hjalmars spelhåla», «Lorry-revyn» и «Prins korv under taket»; была ведущим пианистом в музыкальном телевизионном шоу.
В 2009 году Тина выпустила собственное телевизионное шоу «Tinas Trädgård» на канале TV4 Plus. Также она выпустила серию телевизионных передач, посвященных Вальпургиевой ночи и празднику летнего солнцестояния.
Из четырёх выпущенных пластинок две были номинированы на премию «Грэмми» — Sommarkort, инструментальная пластинка с губной гармошкой и роялем, а также 12 sånger av Allan Edwall (12 песен Аллана Эдволла). В мае 2012 года вышел альбом Тины Алин Decennium (Десятилетие), а заглавная песня с пластинки вышла как сингл ещё в апреле.